# Financieel instrument
Een financieel instrument is een bezitting die kan worden verhandeld, of nauwkeuriger, een financieel recht, een recht om een fysiek product te ontvangen, een financiële verplichting, een verplichting om een fysiek product te leveren, of een combinatie daarvan, dat/die kan worden verhandeld. Dit kan onder meer zijn een effect (zoals een aandeel of een obligatie) of een optie, warrant, future, turbo, swap, of ander derivatencontract dat betrekking heeft op effecten of een mandje aandelen (zoals bij een aandelenindex), of op een valuta, rentevoet, grondstoffen of andere afgeleide instrumenten.
Het gebruik varieert van het afdekken van risico's tot speculatie met grote winstkansen, maar ook een groot risico. Het handelen kan plaatsvinden op een financiële markt, of rechtstreeks met een tegenpartij (over the counter, OTC).
De waarde van aandelen, obligaties, opties en warrants is niet-negatief, omdat ze alleen een recht vertegenwoordigen. Voor de tegenpartij (zoals de schrijver van een optie) is de waarde het tegengestelde, die is dus niet-positief. De waarde van futures, turbo's en swaps kan positief of negatief zijn, omdat ze zowel een recht als een plicht vertegenwoordigen. Voor het aangaan van een positie die een negatieve waarde heeft of kan krijgen is vaak een onderpand vereist. Als hierbij wordt uitgegaan van aannemelijk risico in plaats van het ergste geval, kan tussentijds aanvullend onderpand worden geëist, waarbij liquidatie van het financiële instrument kan volgen, of automatisch volgt, als hieraan niet voldaan wordt. Hiermee wordt voor de uiteindelijke tegenpartij of de tussenpersoon die als tegenpartij optreedt, het kredietrisico voorkomen of beperkt.
Zowel het bezit van bijvoorbeeld aandelen als de aankoop van een future met die aandelen als onderliggende bewerkstelligt een longpositie op die aandelen. Dit wordt ook uitgedrukt als een long blootstelling (exposure) aan die aandelen. Als men bijvoorbeeld van een aandeel 75 stuks heeft en twee futures met een contractgrootte van 100 aandelen per future, dan is er een blootstelling aan 275 aandelen.

## Vastrentende en zakelijke waarden
Vastrentende waarden, zoals obligaties, hebben als tegenhanger zakelijk waarden, zoals aandelen, opties en vastgoed.